# 後寮 (彰化縣)
後寮，原寫為後藔，是臺灣彰化縣芳苑鄉的一個傳統地域名稱，位於該鄉東南部。相較於今日行政區，其範圍大致包括後寮村、三合村。

## 歷史
台灣清治末期至日治初期，後寮地區為一街庄，稱為「後藔庄」，隸屬於深耕堡。該庄北與埤腳庄、草湖庄為鄰，東邊及南邊東段與二林庄為鄰，南邊西段為路上厝庄，西邊為頂廍仔庄、番挖庄。
1901年（日治明治三十四年）11月，全台廢縣廳改設二十廳，該庄隸屬於彰化廳。1903年（明治三十六年）6月，該庄編入「番挖區」，隸屬於彰化廳。1909年（明治四十二年）10月，合併二十廳為十二廳，番挖區改隸屬於臺中廳。1920年（大正九年），廢廳、支廳、區、街庄（舊制）改設州、郡、街庄（新制）、大字，該庄改制並雅化為「後寮」大字，隸屬於臺中州北斗郡沙山庄。
戰後沙山庄改制為沙山鄉，隸屬於臺中縣，大字亦改制為村。1946年2月，沙山鄉改名為芳苑鄉。1950年10月，中、彰、投分治，芳苑鄉改隸屬彰化縣。

## 聚落
本地區發展較早的聚落有後藔、過埤、埤底、埤北、內溝仔墘等，在日治期初期的官方地圖上已有記載。

## 交通
縣道150號（斗苑路頂後段、斗苑路三合段）是芳苑至南投的道路，大致以西北—東南走向轉西北西—東南東走向經過本地區西南部及南部近邊界地帶。由該道路向西北可前往頂廍子北部、芳苑並止於省道台17線路口，向東南東可前往二林、埤頭、國道1號北斗交流道、北斗、田中、名間西北部、南投等地。
鄉道彰121線（寮東路、寮南路、寮中巷、路平路）是王功至路上厝的道路，大致以北北東—南南西走向由本地區北部邊界西側入境，至後寮聚落經鄉道彰124線左側路口後與其共線，再經彰124線右側路口後獨行，至寮南路路口轉西北西，至寮中巷路口轉南南西並出聚落續行，經縣道150號路口後於本地區南部邊界西側出境。由該道路向北北東可前往埤腳東部的五圳聚落、王功並止於省道台17線舊線（芳漢路王功段）路口，向南南西可前往路上厝並止於鄉道彰157線、彰158線共線路口。
鄉道彰123線（林功路）是中平至二林的道路，大致以北北西—南南東走向自本地區北部邊界東側入境，至埤北聚落轉南微西，至本地區東部邊界後沿邊界轉南微東而行，經鄉道彰124線終點路口後轉東南以至出境。由該道路向北北西轉北可前往草湖西部的中平聚落西郊並止於鄉道彰120線路口，向東南可前往二林並止於鄉道彰125線路口。
鄉道彰124線（芳寮路、寮東路、順安路、工區路、工區七路、工業區、過埤路、斗苑路三合段202巷、無名道路）是芳苑至芳苑工業區並延伸至二林市區西北郊的道路，其東側端點位於本地區東部邊界中央偏南的鄉道彰123線路口。由此向西微南至路底轉北微西，至斗苑路三合段202巷路口轉東北微北，至過埤路路口轉西北西再轉西北，過二林溪三合橋後轉北北西再轉北微東，至路口轉西北西，至工業路路口轉東北，至工區七路路口轉西北西，至工區路路口轉北北東，至順安路路口轉西北西再轉西，至鄉道彰121線路口轉南南西與其共線，至芳寮路路口轉西北西獨行，其後轉南南西再轉西北西，出境後可前往芳苑市區並止於縣道150號舊線（芳苑路芳苑段）路口。

## 學校
- 後寮國小

## 產業
- 芳苑工業區